# Zero (álbum)
Zero es el tercer álbum de la banda chilena de metal alternativo Rekiem, lanzado en julio del 2005 bajo el sello discográfico Sónica Records. Es el primer álbum que hacen sin su guitarrista Julián Durney después de su muerte, quedando a cargo del grupo el vocalista Francisco Silva.

## Estilo
Este disco a diferencia de los anteriores muestra un cambio de etapa notoria en Rekiem; una notable maduración musical, mostrando un rock mucho más alternativo, moderno y abierto a otros estilos musicales, lo cual ha permitido a la banda abrirse a otro tipo de público además de los seguidores de siempre, teniendo muy buena recepción de parte del público y de los medios especializadados.

## Canciones
1. "Imperio" - 3:45
2. "Etiquetando cabezas" - 4:03
3. "Machaca" - 3:59
4. "Hay monedas sobre el cadáver de Myriam Hernández" - 2:54
5. "Solsticio" - 3:34
6. "A los que gobiernan" - 4:18
7. "La demencia de tu condena" - 2:07
8. "Acto reflejo" - 5:24
9. "Mil sueños" - 4:02
10. "Zero" - 4:07
11. "Resigno" - 3:53
12. "Abril 7" - 6:37
13. "Mil sueños" (acústico) - 7:32

## Créditos
- Francisco Silva - voz
- Rodrigo Cortés - guitarra
- Hans Korn - bajo
- Daniel Pierattini - teclados
- Alfonso Aste - batería